# Ali Ahmad Dżalali
Ali Ahmad Dżalali (ur. 1940 w Kabulu) – afgański polityk i profesor, minister spraw wewnętrznych Afganistanu w latach 2003-2005.

## Życiorys
Ali Ahmad Dżalali urodził się w 1940 w Kabulu, z pochodzenia jest Pasztunem. W 1961 ukończył studia licencjackie z zakresu nauk politycznych w Afgańskiej Akademii Wojskowej. W 1964 zdobył dyplom US Army Infantry Advance Course w Fort Benning w Georgii w USA. W 1966 ukończył studia z dziedziny nauk wojskowych w Kolegium Sztabu Generalnego w Kabulu, a w 1967 w Kolegium Brytyjskiego Sztabu Generalnego. Służąc w armii afgańskiej zdobył stopień pułkownika. Pełnił również funkcję doradcy wojskowego i planisty w czasie radzieckiej interwencji w Afganistanie.
W 1987 uzyskał obywatelstwo Stanów Zjednoczonych i osiadł w Maryland. Przez prawie 15 lat pracował jako spiker i redaktor w rozgłosi radiowej Głos Ameryki (VOA). Był również szefem jej pasztuńskiego oddziału. W 2001 został mianowany dyrektorem Sieci Afgańskiego Radia Narodowego w strukturach VOA.
W styczniu 2003 Dżalali powrócił do Afganistanu. 28 stycznia 2003 objął stanowisko ministra spraw wewnętrznych, które zajmował do 27 września 2005. Z funkcji ministra oficjalnie zrezygnował, by móc powrócić do pracy akademickiej i naukowej, choć jako przyczyny dopatrywano się także konfliktu z prezydentem Hamidem Karzajem dotyczącego sprawy nominacji gubernatorów.
Ali Ahmad Dżalali jest autorem licznych publikacji na temat wojskowości Afganistanu. Do jego najważniejszych prac należy trzytomowa historia Afganistanu. W 2002 współwydał książkę pt. The Other Side of the Mountain, która stanowi analizę walk mudżahedinów z wojskami radzieckimi w czasie wojny afgańskiej w latach 1979–1989.